# Martín de Valencia
Martín de Valencia (* um 1473 in León, Spanien; † 1534 in Veracruz, Mexiko) war ein spanischer Missionar.
Martín de Valencia war Franziskaner und zeichnete sich durch seinen Eifer für Reformen und strenge Gläubigkeit aus. Er stieg in der spanischen Ordenshierarchie auf und führte die „zwölf Apostel“ nach Mexiko, die im Mai 1524 in Veracruz ankamen. Während der nächsten zehn Jahre überwachte Valencia die Taufe mehrerer tausend Indianer, mit denen er sich durch Dolmetscher verständigte.